# هجوم الغوطة الكيماوي
هجوم الغوطة الكيماوي هو هجوم كيميائي نفذته قوات الرئيس السوري بشار الأسد في الساعات الأولى من يوم 21 أغسطس 2013 في الغوطة في سوريا خلال الحرب الأهلية السورية. وقد استهدفت منطقتان تحت سيطرة المعارضة السورية في ضواحي دمشق بصواريخ تحتوي على غاز السارين. وتقدر حصيلة القتلى ما بين 281 شخصاً على الأقل إلى 1,729. كان هذا الهجوم الأكثر دموية باستخدام الأسلحة الكيميائية منذ الحرب العراقية الإيرانية.

## شواهد الهجوم
طلب مفتشون من بعثة الأمم المتحدة -والذين كانوا متواجدين في سوريا بالفعل للتحقيق في دعاوى هجوم كيميائي سابق(ص.6)- السماح لهم بالوصول إلى مواقع في الغوطة بعد يوم من الهجوم، ودعوا إلى وقف إطلاق النار للسماح لهم بزيارة تلك المواقع. وافقت الحكومة البعثية على طلب الأمم المتحدة في 25 أغسطس، فزار المحققون معضمية الشام في الغوطة الغربية في اليوم التالي وحققوا فيها، ثم حققوا في زملكا وعين ترما في الغوطة الشرقية في 28 و29 أكتوبر.(ص.6)
أكد فريق التحقيق التابع للأمم المتحدة وجود "أدلة واضحة ومقنعة" على استخدام غاز السارين الذي أطلقته صواريخ أرض-أرض، وكشف تقرير صادر عن مجلس حقوق الإنسان بالأمم المتحدة في 2014 أنّه "استُخدمت كميات كبيرة من غاز السارين في هجوم خُطّط له جيدًا لاستهداف مناطق مأهولة بالمدنيين، مما تسبب في خسائر بشرية كبيرة، وبدا أن الجناة كان لديهم على الأرجح إمكانية الوصول إلى مخزون الأسلحة الكيميائية للجيش السوري وفقًا للأدلة المتاحة بشأن طبيعة الأدوات المستخدمة في 21 أغسطس وجودتها وكمياتها بالإضافة إلى الخبرة والمعدات اللازمة للتعامل الآمن مع كميات كبيرة من العوامل الكيميائية"، وأشار التقرير أيضًا إلى أن العوامل الكيميائية التي استُخدمت في هجوم خان العسل الكيميائي في مارس 2013 "تحمل نفس السمات الفريدة لتلك المستخدمة في الغوطة".
قالت المعارضة السورية وجامعة الدول العربية والاتحاد الأوروبي والعديد من الحكومات أن الهجوم نفذته قوات الرئيس السوري بشار الأسد، بينما ألقت حكومة النظام السوري والحكومة الروسية في المقابل باللوم في الهجوم على المعارضة السورية، ووصفت الحكومة الروسية الهجوم بأنه راية كاذبة استخدمتها المعارضة السورية لجر قوات أجنبية إلى الحرب بصف المعارضة. وصف رئيس بعثة الأمم المتحدة آكي سيلستروم تفسيرات النظام السوري حول حصول الثوار على أسلحة كيميائية بغير المقنعة وأنها تستند جزئيًا إلى "نظريات ضعيفة".
ناقشت دولٌ عديدة منها الولايات المتحدة وفرنسا والمملكة المتحدة إمكانية التدخل العسكري ضد قوات النظام السوري، وقدّم مجلس الشيوخ الأمريكي في 6 سبتمبر 2013 تفويضًا يجيز استخدام القوة العسكرية ضد جيش النظام السوري رداً على هجوم الغوطة، ولكن أعرضت الحكومة الأمريكية عن ذلك في 10 سبتمبر 2013 عندما وافقت حكومة النظام السوري على صفقة تفاوضية أمريكية-روسية لتسليم "كل قطعة" من مخزونها من الأسلحة الكيميائية لتدميرها، وأعلن النظام السوري عن نيته الانضمام إلى معاهدة حظر الأسلحة الكيميائية.
أعربت منظمة حظر الأسلحة الكيميائية في يونيو 2018 عن قلقها من عدم إعلان حكومة النظام السوري عن تدمير جميع أسلحتها الكيميائية ومنشآت إنتاجها وأنها لم تقم بذلك حتى هذا الوقت.

## الخلفية

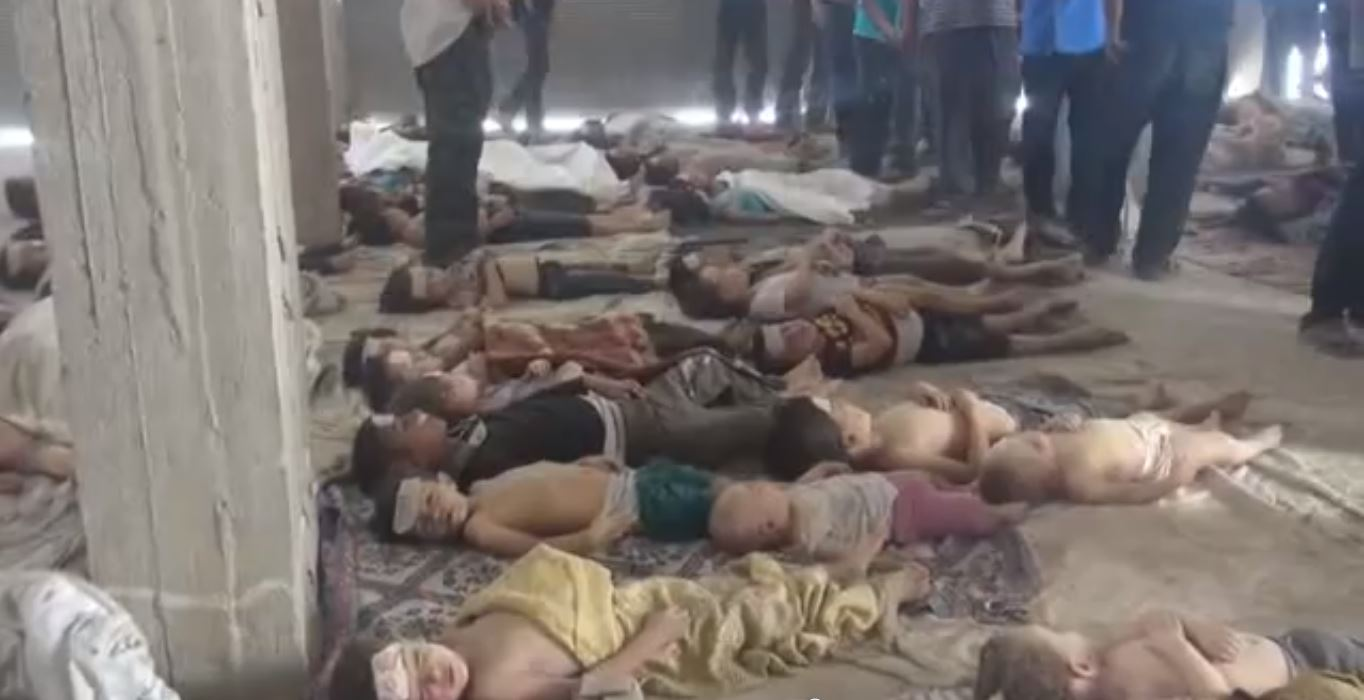
ضحايا مجزرة الغوطة.

منطقة الغوطة تتكون من ضواحٍ كثيفة السكان تقع شرق وجنوب دمشق، وهي جزء من مُحافظة ريف دمشق. تعتبر الغوطة منطقة سنية مُحافظة. ومُنذ بداية الحرب الأهلية، انحاز المدنيون في الغوطة الشرقية التي تسيطر عليها المعارضة، بشكل شبه كامل إلى جانب المعارضة ضد الحكومة السورية. وقد سيطرت المعارضة على معظم الغوطة الشرقية مُنذ عام 2012، مما أدى إلى عزل دمشق جزئيًا عن الريف. أما معضمية الشام في الغوطة الغربية، فكانت تحت حصار حكومي منذ أبريل 2013. وكانت الغوطة مسرحًا لاشتباكات مستمرة لأكثر من عام قبل الهجوم الكيميائي، حيثُ شنت القوات الحكومية هجمات صاروخية متكررة لمحاولة طرد المعارضون. وفي الأسبوع الذي وقع فيه الهجوم، شنت الحكومة السورية هجومًا للسيطرة على ضواحي دمشق التي تُسيطر عليها المعارضة.
وقع الهجوم بعد عام ويوم من تصريح الرئيس الأمريكي آنذاك باراك أوباما في 20 أغسطس 2012 بشأن "الخط الأحمر" حيثُ حذّر بقوله «لقد كنا واضحين جدًا مع نظام الأسد، وكذلك مع الأطراف الأخرى على الأرض، أن الخط الأحمر بالنسبة لنا هو عندما نبدأ بملاحظة تحركات أو استخدام لكميات كبيرة من الأسلحة الكيميائية. هذا من شأنه أن يغير حساباتي، ويغير المعادلة.» كانت سوريا واحدة من خمس دول لم توقّع على معاهدة حظر الأسلحة الكيميائية لعام 1997 في ذلك الوقت. بعد تصريحات "الخط الأحمر" وقبل الهجوم الكيميائي في الغوطة، اشتُبه في استخدام الأسلحة الكيميائية في أربعة هجمات أخرى في البلاد.

### هجوم خان العسل الكيميائي
وقع هجومٌ كيميائيٌ على خان العسل في 19 مارس 2013، حيث ضربت منطقة خان العسل إحدى مناطق حلب والواقعة تحت سيطرة حكومة النظام السوري بصاروخ يحتوي على غاز الأعصاب السارين. اتهم النظامُ السوري الحركاتِ الجهادية الإسلامية بأنهم المنفذون للهجوم. أسفر الهجوم وفقًا للمرصد السوري لحقوق الإنسان عن مقتل ما لا يقل عن 26 من جنود النظام و10 مدنيين. أفادت الحكومة السورية للأمم المتحدة بمقتل جندي واحد و19 مدنيًا وإصابة 17 جنديًا و107 مدنيين.(ص.32) أفاد طبيب في المستشفى المدني المحلي بأنه شاهد جنود جيش النظام السوري وهم يساعدون الجرحى ويتعاملون مع القتلى في موقع الحادث.
تبين لاحقًا بعد ذلك أن السارين المستخدم في هجوم خان العسل "يحمل نفس السمات الفريدة" للسارين المستخدم في هجوم الغوطة.(ص.19)

### لجنة التحقيق الدولية المستقلة
أنشأ مجلس حقوق الإنسان التابع للأمم المتحدة لجنة التحقيق الدولية المستقلة بشأن الجمهورية العربية السورية في 22 أغسطس 2011 للتحقيق في انتهاكات حقوق الإنسان خلال الحرب الأهلية السورية. وكان أحد الموضوعات التي حققت فيها اللجنة هو احتمال استخدام الأسلحة الكيميائية. في أوائل يونيو 2013، ذكر التقرير الخامس للجنة التحقيق أن هناك دلائل منطقية تُشير إلى استخدام مواد كيميائية سامة في أربع هجمات، لكن الأمر يتطلب مزيدًا من الأدلة «لتحديد المواد الكيميائية المستخدمة وطرق نقلها والجهة المسؤولة عن الهجوم.»(ص.21) في 22 يونيو، قال رئيس لجنة التحقيق باولو بينيرو «إن الأمم المتحدة لا تستطيع تحديد من استخدم الأسلحة الكيميائية في سوريا بناءً على الأدلة التي قدمتها الولايات المتحدة وبريطانيا وفرنسا.»

### تقارير قبل الهجوم

#### تقرير الولايات المتحدة
صرح وزير الدفاع الأمريكي تشاك هيغل في 25 أبريل أن الاستخبارات الأمريكية تُشير إلى أن حكومة الأسد قد استخدمت غاز السارين على نطاق صغير. ومع ذلك، أعلن البيت الأبيض أن هناك "الكثير" من العمل المطلوب للتحقق من تقارير الاستخبارات.
في 13 يونيو 2013، أعلنت الحكومة الأمريكية بشكل علني أنها توصلت إلى أن حكومة الأسد استخدمت كميات محدودة من الأسلحة الكيميائية عدة مرات ضد قوات المعارضة مما أسفر عن مقتل 100 إلى 150 شخصًا. وذكر المسؤولون الأمريكيون أن الغاز المستخدم كان السارين. ولم يُصرح نائب مستشار الأمن القومي بن رودس عما إذا كان هذا يُعتبر تجاوزًا "للخط الأحمر" الذي حدده الرئيس أوباما في أغسطس 2012. وذكر رودس «قال الرئيس إن استخدام الأسلحة الكيميائية سيُغير حساباته، وهذا ما حدث.» كما أعلنت الحكومة الفرنسية أن بناء على اختبارات أجرتها أكدت صحة المزاعم الأمريكية.

#### تقرير روسيا
قال وزير الخارجية الروسي سيرغي لافروف إن «الاتهامات التي وجهتها الولايات المتحدة لدمشق باستخدام الأسلحة الكيميائية لا تستند إلى حقائق موثوقة.» وأضاف لافروف أن الحكومة السورية ليست لديها دوافع لاستخدام الأسلحة الكيميائية نظرًا لأنها متفوقة عسكريًا على المقاتلين المعارضين دون الأسلحة الكيميائية.

## المجازر

### مجزرة الغوطة الشرقية
وقعت المجزرة الأولى في الغوطة الشرقية في 21 أغسطس 2013 قرابة الساعة 02:30 صباحًا. كانت الغوطة الشرقية تحت سيطرة المعارضة السورية شرق دمشق، وكانت جزءًا من طريق إمداد الأسلحة القادم من الأردن للمعارضة، وقد ضرب عليها جيش النظام السوري وحزب الله الحصار شهورًا.
ابتدأ الهجوم بقصف صاروخي من 8 إلى 12 صاروخًا على منطقة بمساحة 1500م*500م في زملكا وأحياء عين ترما المجاورة. كانت جميع الصواريخ من نوع محلي الصنع وقدرت سعته على حمل 50-60 لترًا من غاز السارين.(ص.9)(ص.24) كانت المحركات الصاروخية مشابهة في النوع والمواصفات لصواريخ غراد غير الموجههة عيار 122 مم، وكانت الرؤوس الحربية الكيمائية وزعنفة التثبيت يدوية الصنع. وجدت مختبرات من التي حللت العينات البيئية في زملكا وعين ترما(ص.28–29) آثارًا لغاز السارين في 14 عينة من أصل 17 عينة، ووصف أحد المختبرات مستوى السارين في 4 عينات بأنه "بتركيز عالٍ".(ص.45–49)

### مجزرة الغوطة الغربية
وقعت المجزرة الثانية في اليوم نفسه 21 أغسطس قرابة الساعة 05:00 صباحًا. أفاد شاهد يعمل في المركز الإعلامي لمعضمية الشام أنه أحصى سبعة صواريخ سقطت في منطقتين بمعضمية الشام في الصباح الباكر من يوم 21 أغسطس، وأن محيط مسجد الروضة قُصف بأربعة صواريخ، وسقطت ثلاثة صواريخ في المنطقة الواقعة بين شارع القهوة وشارع الزيتونة، والتي قدّر أنها تبعد حوالي 500 متر شرق مسجد الروضة، وذكر الشاهد أن جميع الصواريخ من النوع نفسه.
لم يُعثر على رأس حربي كيميائي واحد في الغوطة الغربية، ولكن مع ذلك عُثر على محرك صاروخي لصواريخ بي إم-14 غير الموجهة أرض-أرض عيار 140 مم، وهذا النوع من الصواريخ يُمكن أن يُجهز بثلاثة أنواع من الرؤوس الحربية: رأس متفجر متشظّ أو رأس دخاني يحتوي على الفوسفور الأبيض أو رأس كيميائي يحتوي على 2 لتر من السارين.(ص.5) لم تثبت أي من العينات البيئية الثلاثة عشر التي أُخذت من الغوطة الغربية وجود السارين، ومع ذلك وجد أن ثلاثًا منها أظهرت "تحللًا أو منتجات جانبية" منه.(ص.43–45)

## القدرة على الأسلحة الكيميائية
في وقت الهجوم، لم تكن سوريا جزءًا في معاهدة حظر الأسلحة الكيميائية، التي تحظر تطوير وإنتاج وتخزين ونقل واستخدام الأسلحة الكيميائية، رغم أنها انضمت في عام 1968 إلى بروتوكول جنيف لعام 1925 الذي يحظر استخدام الغازات الخانقة والسامة أو غيرها في الحرب. في عام 2012، صرحت سوريا علنًا بأنها تمتلك أسلحة كيميائية وبيولوجية وستستخدمها في حال تعرضها لهجوم خارجي.
وفقًا للاستخبارات الفرنسية، فإن مركز بحوث جمرايا هو المسؤول عن إنتاج المواد السامة للاستخدام في الحروب. ويُقال إن مجموعة تُدعى "فرع 450" تتولى مسؤولية تعبئة الذخائر بالمواد الكيميائية وتأمين مخزونات المواد الكيميائية. واعتبارًا من سبتمبر 2013، قدّرت الاستخبارات الفرنسية مخزون سوريا بحوالي 1,000 طن، بما في ذلك غاز الخردل وفي إكس و"مئات من الأطنان من السارين".
استبعدت اللجنة المشتركة للاستخبارات البريطانية علنًا إمكانية مسؤولية المعارضة عن مجزرة الغوطة، مؤكدة أن المعارضين غير قادرين على تنفيذ هجوم بهذا الحجم. وأشارت اللجنة إلى أنه «لا يوجد معلومات استخباراتية أو دلائل واضحة تؤكد الادعاءات أو امتلاك المعارضة للأسلحة الكيميائية.»
أعرب آكي سيلستروم العالم السويدي الذي قاد بعثة الأمم المتحدة للتحقيق في المجزرة عن صعوبة فهم كيف يمكن للمعارضين تجهيز المواد الكيميائية واستخدامها كأسلحة، لكنه أقر بأنهُ لا يعرف من هو الجاني. ووفقًا لوكالة أسوشيتد برس فإن «خبراء الأسلحة الكيميائية والبيولوجية متفقين نسبيًا في تحليلهم، مشيرين إلى أن الهجوم الذي يُسفر عن مقتل مئات الأشخاص لا يمكن تنفيذه إلا من قبل قوة عسكرية تمتلك المعرفة بأنظمة إطلاق الصواريخ والغازات مثل السارين، الذي يُشتبه في استخدامه في الغوطة.»

## المزاعم الأولية
صرّحت كل من المعارضة والحكومة السورية بوقوع هجوم كيميائي في ضواحي دمشق في 21 أغسطس 2013. وقال ناشطون معارضون للحكومة إن الهجوم كان من تنفيذ الحكومة السورية، بينما قالت الحكومة السورية إن المقاتلين الأجانب وحلفائهم الدوليين هم المسؤولون عنه.

### رواية المعارضة
في يوم المجزرة قال رئيس المجلس الوطني السوري جورج صبرا إن 1300 شخص قُتلوا جراء قصف الضواحي الشرقية للعاصمة دوما، جوبر، زملكا، عربين وعين ترما، بقذائف محملة بالغاز السام. كما صرح المتحدث باسم المجلس العسكري الأعلى للجيش السوري الحر، قاسم سعد الدين قائلاً: «يشعر الناس باليأس وهم يشاهدون جولة جديدة من التصريحات السياسية واجتماعات الأمم المتحدة دون أن يكون هناك أي أمل أو توقع باتخاذ خطوات فعلية أو تدخل لحل الوضع أو التخفيف من معاناتهم.» ودعا أحمد الجربا الذي كان رئيس الائتلاف الوطني السوري في وقت الهجوم، محققي الأمم المتحدة للتوجه إلى موقع المجزرة وعقد اجتماع عاجل لمجلس الأمن حول الموضوع. وأفاد المرصد السوري لحقوق الإنسان بأن الهجوم نُفذ من قبل النظام السوري ودعا الأمين العام للأمم المتحدة بان كي مون إلى «استخدام كل سلطاته للضغط على النظام السوري.»
في اليوم التالي، صرح المتحدث باسم الائتلاف الوطني السوري خالد الصالح، بأن ما لا يقل عن ستة أطباء توفوا بعد علاجهم للمصابين، وأنه لم يتم حصر عدد المسعفين المُتوفين بعد.

### رواية الحكومة
قال نائب رئيس الوزراء السوري للشؤون الاقتصادية قدري جميل «إن المقاتلين الأجانب وحلفائهم الدوليين هم المسؤولون عن الهجوم.» كما ذكرت وكالة الأنباء السورية أن الاتهامات مُلفقة بهدف تشتيت فريق خبراء الأسلحة الكيميائية التابع للأمم المتحدة الذي وصل قبل ثلاثة أيام من المجزرة. وقال الرئيس السوري بشار الأسد إن الادعاءات بأن حكومته استخدمت أسلحة كيميائية تتنافى مع أبسط قواعد المنطق وإنها «اتهامات ذات دوافع سياسية.»

## تقارير الحكومات الأجنبية
وفقًا للتصريحات العلنية، خلصت وكالات الاستخبارات في كل من إسرائيل، المملكة المتحدة، الولايات المتحدة، فرنسا، تركيا، وألمانيا إلى أن الحكومة السورية هي المسؤولة على الأرجح عن المجزرة. أتفقت وكالات الاستخبارات الغربية على أن الأدلة المصورة تتوافق مع استخدام غاز عصبي مثل السارين. وأظهرت التحاليل المخبرية وجود آثار للسارين في عينات الدم والشعر التي جُمعت من عمال الطوارئ الذين قدموا المساعدة في موقع المجزرة.
من ناحية أخرى، صرحت روسيا بعدم وجود أدلة تربط الحكومة السورية بالمجزرة، واعتبرت أنه من المُحتمل أن تكون مجموعة معارضة هي المسؤولة عنه.

### الولايات المتحدة

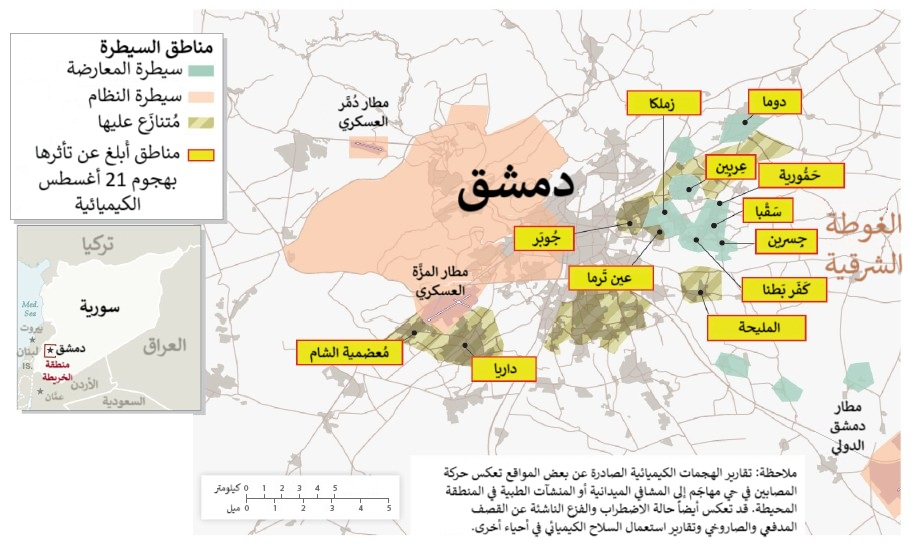
خريطة "مناطق النفوذ" و"المناطق التي ورد أنها تأثرت بالهجوم الكيميائي في 21 أغسطس" والتي نشرها البيت الأبيض في 30 أغسطس 2013.

نُشِرَ "تقرير حكوميّ أمريكيّ" مُثير للجدل بشأن مجزرة الغوطة من قِبَل البيت الأبيض في 30 أغسطس 2013 وأيضًا مُنحت نسخة تفصيلية ومصنّفة سرّية لأعضاء الكونغرس الأمريكي. حمّل التقرير الحكومة السورية مسؤولية المجزرة الكيميائية موضحاً أن صواريخ تحمل عاملاً عصبياً أُطلقت من مناطق تسيطر عليها قوات النظام باتجاه أحياء سكنية في الصباح الباكر مستهدفةً ما لا يقلّ عن 12 موقعاً. وأورد أنّ عدد القتلى بلغ 1,429 شخصاً من بينهم ما لا يقلّ عن 426 طفلاً. كما استبعد التقرير إمكانيّة قيام المعارضة بتلفيق الأدلة التي تدعم الاستنتاجات الأمريكية مؤكداً أنها "لا تمتلك القدرات" اللازمة لتزييف مقاطع الفيديو وشهادات الشهود وسائر المعلومات. كذلك أشار التقرير إلى أنّ المسؤولين الأمريكيين يعتقدون أنّ مسؤولين سوريين أصدروا توجيهات بشنّ هذه الهجمات، مستندين في ذلك إلى "اتصالات تمّ اعتراضها". أحد العناصر الرئيسة التي تحدّثت عنها وسائل الإعلام تمثل في مكالمة هاتفية تم اعتراضها بين مسؤول في وزارة الدفاع السورية وقائد في وحدة الأسلحة الكيميائية التابعة للواء 155 يطالب فيها الأول بتفسيرات حول الهجمات. ووفقاً لبعض التقارير، فقد قدّمت وحدة 8200 التابعة للاستخبارات الإسرائيلية هذه المكالمة للولايات المتحدة.
أشار التقرير الأمريكي إلى الدافع المحتمل للهجوم بأنه "محاولة يائسة لدفع المعارضة إلى التراجع عن عدة مناطق في الضواحي الشرقية المكتظة بالعاصمة." وذكر التقرير أدلةً تشير إلى أنّ "العدد الكبير من الضحايا المدنيين شكّل مفاجأة وأثار الذعر لدى المسؤولين السوريين الكبار، ما دفعهم إلى وقف الهجوم ثم محاولة التستر عليه". لاحقاً، أعلن وزير الخارجية جون كيري أنّ عينات شعر ودم وتربة وأقمشة أُخذت من مواقع الهجوم قد أثبتت احتواءها على السارين.
أعرب ثلاثة على الأقل من أعضاء الكونغرس الأمريكي عن تشككهم في تقرير الاستخبارات الأمريكية ووصفوا الأدلة بأنها ضعيفة. طلب الرئيس باراك أوباما من الكونغرس تفويض استخدام القوة العسكرية ضدّ الحكومة السورية فلم يُطرح للتصويت في كلّ من مجلس النواب ومجلس الشيوخ وأقرّ الرئيس في نهاية المطاف قائلاً: "لا يمكنني القول بأنني واثق" من قدرته على إقناع الكونغرس بدعم ضربات ضد سوريا.
قدّم النائب الديمقراطي ألان غرايسون بعض التفاصيل حول التقرير المصنّف سرّياً الذي وصفه بأنّه مكوّن من 12 صفحة وانتقد الملخص العلني الذي كان من أربع صفحات وكذلك التقرير السرّي. وأشار غرايسون إلى أنّ الملخّص غير المصنّف سريًا استند إلى "مكالمات هاتفية تمّ اعتراضها، ومنشورات على وسائل التواصل الاجتماعي، وما شابه ذلك، لكن لم يُرفق أي من هذه الأدلة" … (أما فيما يتعلّق بالتقرير المصنف سرّياً فلا يمكنه التعليق، ولكن يترك للقارئ استخلاص النتيجة بنفسه). كما ذكر غرايسون، كمثال، المكالمة التي تم اعتراضها بين مسؤول في وزارة الدفاع السورية واللواء 155 حيث لم تُدرج في التقرير السرّي نسخة من نص المكالمة، ما حال دون تمكّنه من تقييم دقة تقرير نشره ذا دايلي كولر زعم أنّ المكالمة جرى تحريفها في التقرير.
نقلت وكالة "أسوشيتد برس" عن مسؤولين في الاستخبارات الأمريكية—لم تكشف عن أسمائهم—قولهم إن الأدلة التي تربط الأسد بالهجوم "ليست دامغة". كما نقل جيفري غولدبرغ أنّ مدير الاستخبارات الوطنية جيمس كلابر أبلغ الرئيس أوباما شخصياً بأنّ الدلائل حول مسؤولية الحكومة السورية قوية لكنها ليست "دامغة". وصفت وكالة "أسوشيتد برس" الأدلة التي أعلنت عنها الإدارة الأمريكية بأنها أدلة ظرفية وقالت إن الحكومة رفضت طلباتها بالحصول على أدلة دامغة بما فيها صور الأقمار الصناعية واعتراضات الاتصالات المذكورة في التقرير الحكومي.
طرح محلل الأخبار في انتر برس سيرفس غاريث بورتر تساؤلاتٍ حول دوافع البيت الأبيض في إصدار هذا التقرير بوصفه "تقييماً حكومياً"، بدلاً من أن يُصدره مكتب مدير الاستخبارات الوطنية في شكل "تقييم استخباراتيّ مشترك". وقد نقل بورتر عن مسؤولين استخباريين سابقين قولهم إنّ التقرير "يبدو بوضوح وكأنه وثيقة أعدّت من قبل الإدارة نفسها" كما أشار إلى احتمال "انتقاء الأدلة" بشكل متعمد، لدعم النتيجة التي تُحمّل الحكومة السورية مسؤولية تنفيذ الهجمات.
في 8 سبتمبر 2013، قال كبير موظفي البيت الأبيض آنذاك دينيس ماكدونو، إنّ الإدارة لا تمتلك أدلة "دامغة، تقطع الشك باليقين" وإن كان "المنطق السليم" يُشير بأصابع الاتهام إلى بشار الأسد.

### تركيا
نشرت وكالة الأناضول التي تُديرها الحكومة التركية تقريرًا في 30 أغسطس 2013 يُشير إلى أن اللواء 155 صواريخ والفرقة الرابعة المدرعة السورية هما المسؤولان عن المجزرة. وذكر التقرير أن المجزرة شملت إطلاق 15 إلى 20 صاروخًا برؤوس كيميائية حوالي الساعة 02:45 يوم 21 أغسطس، واستهدف مناطق سكنية بين دوما وزملكا في الغوطة الشرقية. وزعم أن اللواء 155 استخدم صواريخ 9كيه52 لونا-إم أو صواريخ فاتح 110 أو كليهما، تم إطلاقها من منطقة كفور، في حين أطلقت الفرقة الرابعة المدرعة صواريخ بمدى يتراوح بين 15 إلى 70 كيلومترًا من جبل قاسيون.

### روسيا
أفاد مسؤولون روس بأنه لا يوجد دليل على تورط الحكومة السورية في الهجوم الكيميائي. ووصف وزير الخارجية الروسي سيرجي لافروف تقارير الاستخبارات الأمريكية والبريطانية والفرنسية بأنها «غير مقنعة»، وقال في مؤتمر صحفي مشترك مع نظيره الفرنسي لوران فابيوس بعد صدور تقرير الأمم المتحدة في منتصف سبتمبر إنهُ لا يزال يعتقد أن المعارضون هم من نفذوا الهجوم. كما ذكر الرئيس الروسي فلاديمير بوتين أنه يريد رؤية دليل "واضح" باستخدم الأسلحة الكيميائية في الغوطة.
في تعليق نُشر في صحيفة نيويورك تايمز في 11 سبتمبر 2013، كتب بوتين أن «هناك كل الأسباب للاعتقاد بأن [الغاز السام] لم يُستخدم من قبل الجيش السوري، بل من قبل قوات المعارضة، لتحفيز تدخل من قبل حلفائهم الدوليين الأقوياء.» وأعلن لافروف في 18 سبتمبر أن "أدلة جديدة" قدمتها الحكومة السورية إلى روسيا سيتم الكشف عنها قريباً.

### ألمانيا
صرّحت دائرة الاستخبارات الاتحادية الألمانية أنها اعترضت مكالمة هاتفية بين مسؤول من حزب الله والسفارة الإيرانية، حيثُ انتقد ممثل حزب الله قرار الأسد باستخدام الغاز السام مما يُشير على ما يبدو إلى استخدامه من قبل الحكومة السورية. وذكرت صحيفة دير شبيغل الألمانية في 3 سبتمبر أن رئيس الصحيفة غيرهارد شيندلر، أفاد بأن ألمانيا استناداً إلى مصادر الصحيفة، أصبحت الآن تُشارك المملكة المتحدة والولايات المتحدة وفرنسا في الرأي بأن الهجمات نُفّذت من قبل الحكومة السورية. وأشارت الصحيفة أيضاً إلى أن الهجوم ربما كان أقوى مما كان مخططاً له، مرجحةً حدوث خطأ في عملية خلط المواد الكيميائية المستخدمة.

### فرنسا
في 2 سبتمبر، نشرت الحكومة الفرنسية تقرير استخبارات من تسع صفحات يحمّل الحكومة السورية مسؤولية مجزرة الغوطة. وقال مسؤول فرنسي لم يكشف عن اسمه إن التحليل أجرته المديرية العامة للأمن الخارجي ومديرية الاستخبارات العسكرية استنادًا إلى صور الأقمار الصناعية ومقاطع الفيديو، ومصادر ميدانية، وعينات جُمعت من هجومين في أبريل. وذكر التقرير أن تحليل العينات التي جُمعت من هجمات في سراقب وجوبر في أبريل 2013 أكّد استخدام سارين.
ذكرت صحيفة الغارديان أن الاستخبارات الفرنسية لديها صور تظهر هجمات صاروخية على أحياء المعارضة انطلقت من مناطق خاضعة لسيطرة الحكومة شرق وغرب دمشق. وذكر التقرير أن الحكومة شنت لاحقًا قصفًا على تلك الأحياء لتدمير الأدلة على الهجوم الكيميائي. وبالاستناد إلى تحليل 47 مقطع فيديو، أفاد التقرير بوقوع 281 حالة وفاة على الأقل، وباستخدام مصادر أخرى ونماذج استقرائية قدرت عدد الوفيات الناتج عن الهجوم الكيميائي بنحو 1,500 شخص تقريبًا.

### المملكة المتحدة
نُشِرَ تقرير أعدّته لجنة الاستخبارات المشتركة في 29 أغسطس 2013 قبيل التصويت في مجلس العموم البريطاني بشأن التدخّل العسكري المحتمل. أفاد التقرير بأنّ ما لا يقلّ عن 350 شخصاً قد قُتلوا وأنّه "من المرجّح جداً" أنّ الحكومة السورية هي التي نفّذت تلك الهجمات، مستنداً في جزء منه إلى القناعة الراسخة بأنّ المعارضة السورية غير قادرة على شنّ هجوم بالأسلحة الكيميائية بهذا النطاق الواسع، إضافة إلى رؤية لجنة الاستخبارات المشتركة بأنّ الحكومة السورية استخدمت الأسلحة الكيميائية في الحرب الأهلية السورية بشكل محدود في 14 مناسبة سابقة.
استند التحليل الخاص بمجزرة الغوطة إلى مراجعة لقطات الفيديو والأدلّة المتوفرة علناً من شهود العيان. وأقرّ التقرير بأنّ هناك صعوبة في إيجاد الدافع وراء هذه الهجمات، قائلاً إنه لا يوجد "دافع سياسي أو عسكري واضح لاستخدام النظام للأسلحة الكيميائية على هذا النطاق الواسع في الوقت الحالي".
ذكر مسؤولون بريطانيون أنّهم يعتقدون أنّ الجيش السوري استخدم الأسلحة الكيميائية، بما فيها غاز السارين، على نطاق محدود ضدّ المعارضة 14 مرة على الأقل قبل مجزرة الغوطة واصفين ذلك بأنّه "نهج ممنهج" لاستخدام النظام لهذه المواد منذ عام 2012.
جرى في مجلس العموم تصويت للموافقة على مشاركة المملكة المتحدة في عمل عسكري ضد سوريا، لكنّه رُفض بفارقٍ ضئيل، إذ رأى بعض النواب أنّ الأدلة على مسؤولية الحكومة السورية ليست قوية بما يكفي لتبرير التدخّل العسكري. وقد اضطر رئيس الوزراء ديفيد كاميرون للاعتراف بأنه "في نهاية المطاف، لا يمكن الوصول إلى يقين تام يحدد الجهة المسؤولة"

### إسرائيل
من دون الخوض في التفاصيل، صرّح وزير الاستخبارات الإسرائيلي يوفال شتاينتز في 22 أغسطس 2013 بأنّ التقييم الاستخباراتي الإسرائيلي يشير إلى استخدام الحكومة السورية أسلحة كيميائية في منطقة دمشق. وذكر وزير الدفاع موشيه يعالون أنّ الحكومة السورية سبق أن استخدمت هذه الأسلحة ضدّ المعارضة، وعلى نطاق أصغر، عدّة مرّات قبل هجمات الغوطة. ووفقًا لتقرير نشرته فوكس نيوز، فقد أسهمت الوحدة 8200 في توفير معلومات استخبارية للولايات المتحدة – الحليف الأوثق لإسرائيل – تربط الحكومة السورية بالهجمات. وفي كلمته أمام المناقشة العامة للدورة الثامنة والستين للجمعية العامة للأمم المتحدة أشار رئيس الوزراء بنيامين نتنياهو إلى أنّ الحكومة السورية استخدمت الأسلحة الكيميائية ضدّ شعبها.

## تحليل أشرطة الفيديو
وقال الخبراء الذين حللوا أول شريط فيديو الذي يظهر أقوى دليل حتى الآن بما يتفق مع استخدام عناصر سامة قاتلة. كانت الأدلة مقنعة بحيث أقنعت الخبراء الذين أثاروا سابقا تساؤلات حول صحة الادعاءات السابقة أو الذين قد أبرزوا تناقضات، واحد منهم هو جان باسكال زاندرز، المحلل السابق من معهد ستوكهولم الدولي لأبحاث السلام.
ورد أعراض مرئية شملت عيون زائغة، رغوة في الفم، والتشنجات. كانت هناك صورة واحدة على الأقل من معاناة الأطفال إنقباض الحدقة، وأثر دبوس حدقة العين يرتبط مع عنصر غاز الأعصاب السارين، وهو عنصر كيماوي عصبي قوي فعال قيل إنها أستخدمت من قبل في سوريا. وقال رالف تراب، وهو عالم سابق في منظمة حظر استخدام الأسلحة الكيميائية، وأظهرت لقطات كيف يمكن أن يبدو هجوم بالأسلحة الكيميائية على منطقة مدنية، وذهب إلى ملاحظة أن «هذا هو واحد من أول مقاطع الفيديو التي رأيتها من سوريا حيث بدأت الأرقام تشير إلى معنى إذا كان لديك هجوم بالغاز ماذا تتوقعون من حدوث أعداد كبيرة من الضحايا بين الناس، والأطفال والبالغين، أن تتأثر، خصوصا إذا كان في المنطقة المبنية.
وفقا لتقرير صادر عن التليجراف، «أظهرت أشرطة الفيديو التي تم تحميلها على موقع يوتيوب من قبل نشطاء صفوف من أجساد بلا حراك ومسعفون يتناولون مصابا على ما يبدو يعاني من تقلصات. في لقطة واحدة من لقطات، ظهر صبي صغير يمتلئ فمه بالرغاوي وهو يتهاوى من التشنجات.
قال هاميش دي بريتون وجوردون القائد السابق لقوات مكافحة الإرهاب البيولوجي الكيميائي البريطانية وهيئة الإذاعة البريطانية أن الصور كانت مشابهة جدا لحوادث سابقة على الرغم من انه لا يمكن التحقق من اللقطات.

## ما بعد الهجوم
أدت المعارك المستمرة إلى تدهور شديد في جودة الرعاية الطبية للمصابين الناجين من المجزرة. وبعد شهر من المجزرة، كان حوالي 450 من الناجين لا يزالون بحاجة إلى رعاية طبية بسبب أعراض مستمرة مثل مشاكل بالتنفس والرؤية. بحلول أوائل أكتوبر 2013، كان 13,000 من سكان المعضمية، وهي إحدى المناطق المستهدفة في المجزرة مُحاصرين من قبل القوات الموالية للحكومة تحت حصار دام خمسة أشهر. وأصبحت حالات سوء التغذية الحاد والأزمات الطبية تزداد خطورة مع توقف جميع خطوط الإمداد. أصبح موضوع الرعاية الطبية للمصابين بسبب أعراض التعرض المزمن للسارين «مجرد واحدة ضمن بحر من القضايا.»
بينما كانت دول مثل الولايات المتحدة والمملكة المتحدة تُناقش ردها على المجزرة، لم تتمكن من ذلك بسبب معارضة شعبية للتدخل العسكري. وبالتحديد، رُفض طلب رئيس الوزراء البريطاني آنذاك ديفيد كاميرون من مجلس العموم باستخدام القوة العسكرية بفارق 285 مقابل 272 صوتًا. بعد ذلك، ركزت سياسة الحكومة البريطانية على تقديم المساعدات الإنسانية داخل سوريا وللاجئين في الدول المجاورة.
في غضون شهر من المجزرة، وافقت سوريا على الانضمام إلى معاهدة حظر الأسلحة الكيميائية والسماح بتدمير جميع مخزوناتها الكيميائية. بدأ التدمير تحت إشراف منظمة حظر الأسلحة الكيميائية في 6 أكتوبر 2013. وفي 23 يونيو 2014، شُحنت الدفعة الأخيرة من الأسلحة الكيميائية التي أقرت سوريا بامتلاكها إلى خارج البلاد بهدف تدميرها. وبحلول 18 أغسطس 2014، دُمرت جميع المواد الكيميائية السامة على متن السفينة الأمريكية إم في كيب راي
بعد تسعة أشهر من المجزرة، ظهرت أدلة تُشير إلى أن الأمهات من المناطق المتضررة يلدن أطفالًا بعيوب خلقية أو ميتين.

## ردود الفعل

### محلية
نقلت الوكالة العربية السورية للأنباء (سانا) عن وزير الإعلام عمران الزعبي قوله إنّ الحكومة لم تستخدم مثل هذه الأسلحة ولن تستخدمها مُشكّكًا أصلًا في وجودها. وصرّح الزعبي «كل ما قيل هو سخيف، بدائي، غير منطقي ومزوّر. ما نقوله هو ما نعنيه: لا يوجد أي استخدام لمثل هذه الأشياء (الأسلحة الكيميائية) على الإطلاق، على الأقل ليس من قبل الجيش السوري أو الدولة السورية، وإثبات ذلك أمرٌ يسير وليس معقّدًا.» وصفت سانا تقارير الهجمات الكيميائية بأنها «عارية عن الصحة وتهدف إلى عرقلة التحقيق الأممي الجاري.» كما ظهر مسؤول عسكري سوري عبر التلفزيون الرسمي مندّدًا بتلك التقارير، معتبرًا إياها «محاولة يائسة من المعارضة للتعويض عن هزائم المسلّحين على الأرض.» من جانبه، اعتبر نائب وزير الخارجية فيصل مقداد الأمر حيلةً من جانب المعارضين لتغيير مسار الحرب الأهلية التي قال إنهم "يخسرونها" مضيفًا أنّ الحكومة رغم إقرارها بامتلاك مخزونات من الأسلحة الكيميائية فإنها لن تستخدمها "داخل سوريا". بدوره، أبدى زعيم حزب الاتحاد الديمقراطي صالح مسلم شكوكه في أنّ الحكومة السورية نفّذت الهجوم الكيميائي.
وصفت الهيئة الوطنية الهجوم بأنّه «الضربة القاضية التي تقضي على كل آمال الحل السياسي في سوريا.» وفي بيان عبر موقع المرصد السوري لحقوق الإنسان الذي يتخذ من كوفنتري مقرًّا جرى تحميل الجيش السوري المسؤولية عن الهجوم وجاء في البيان: «نؤكد للعالم أنّ الصمت والعجز إزاء مثل هذه الجرائم واسعة النطاق، التي ارتكبها النظام السوري لن يؤدي إلا إلى تشجيع المجرمين على الاستمرار. إنّ المجتمع الدولي متورط عبر استقطابه وصمته وعجزه عن العمل على تسوية تنهي حمام الدم اليومي في سوريا.»

### دولية
أدان المجتمع الدولي تلك الهجمات. صرّح الرئيس الأمريكي باراك أوباما بضرورة توجيه ضربات عسكرية ضد أهداف في سوريا ردًا على ما وُصف باستخدام الحكومة للأسلحة الكيميائية وهو طرح أيّده علنًا الرئيس الفرنسي فرانسوا هولاند فيما أدانته كل من روسيا وإيران. من جهتها، أعلنت جامعة الدول العربية دعمها لأي تحرّك عسكري ضد سوريا إذا حظي بمساندة أممية غير أنّ دولًا عدّة من أعضائها، بينها الجزائر ومصر والعراق ولبنان وتونس عارضت هذه الخطوة.
في أواخر أغسطس، صوّت مجلس العموم البريطاني ضد التدخل العسكري في سوريا. وفي مطلع سبتمبر، بدأ الكونغرس الأمريكي مناقشة مشروع التفويض باستخدام القوة العسكرية ضد الحكومة السورية للرد على استخدام الأسلحة الكيميائية غير أنّ التصويت تأجّل إلى أجل غير مسمّى في ظل معارضة العديد من المشرّعين وتوصّل الرئيس أوباما ونظيره الروسي فلاديمير بوتين إلى اتفاق بديل يقضي بأن تعلن سوريا عن أسلحتها الكيميائية وتسلّمها ليتمّ تدميرها تحت إشراف دولي.
على النقيض من مواقف حكوماتهم، أظهرت استطلاعات أوائل سبتمبر أنّ غالبية السكان في الولايات المتحدة والمملكة المتحدة وألمانيا وفرنسا رفضوا التدخّل العسكري في سوريا. وأشار أحد الاستطلاعات إلى أنّ 50% من الأمريكيين قد يؤيدون التدخل العسكري إذا اقتصر على صواريخ موجّهة لتدمير وحدات عسكرية وبنية تحتية استخدمت في تنفيذ الهجمات الكيميائية. وفي مسحٍ شمل أفرادًا من القوات العسكرية الأمريكية، عارض نحو 75% منهم شن ضربات جوية على سوريا بينما رأى 80% أنّ مثل هذا الهجوم لا يصب في "المصلحة الوطنية الأمريكية".

## الدليل

### أقوال الشهود وأعراض الضحايا
صرّحت المحامية السورية لحقوق الإنسان رزان زيتونة التي كانت حاضرة في الغوطة الشرقية قائلة «بعد ساعات من القصف، بدأنا بزيارة النقاط الطبية في الغوطة حيث نُقل المصابين، ولم نكن نصدق أعيننا. لم أشهد مثل هذا الموت في حياتي. كان الناس ممددين على الأرض في الممرات وعلى جوانب الطرق، بالمئات.» كما أفاد العديد من المسعفين العاملين في الغوطة بإعطاء كميات كبيرة من الأتروبين، وهو مضاد شائع للتسمم الناتج عن الغازات السامة لعلاج المصابين.
قالت منظمة أطباء بلا حدود إن المستشفيات الثلاثة التي تدعمها في الغوطة الشرقية استقبلت حوالي 3,600 مريض تظهر عليهم أعراض "تسمم عصبي" خلال أقل من ثلاث ساعات في ساعات الصباح الباكر من يوم 21 أغسطس. من بين هؤلاء تُوفي 355 شخصًا. وذكرت لجان التنسيق المحلية في سوريا أن من بين الضحايا البالغ عددهم 1,338، كان هناك 1,000 في زملكا، حيثُ نُقلت 600 جثة إلى نقاط طبية في بلدات أخرى، بينما بقيت 400 جثة في مركز طبي بزملكا. بعض القتلى كانوا من مقاتلي المعارضة. يُعتقد أن شدة الهجوم زادت بسبب استجابة المدنيين له وكأنه قصف تقليدي، إذ اعتاد السكان اللجوء إلى أقبية المباني خلال الهجمات بالمدفعية والصواريخ. لكن غاز السارين، كونه أثقل من الهواء، وصل إلى تلك الطوابق السفلية ذات التهوية الضعيفة. وتوفي بعض الضحايا أثناء نومهم.
أفاد أبو عمر من الجيش السوري الحر لصحيفة الغارديان بأن الصواريخ المُستخدمة في الهجوم كانت غير عادية حيثُ قال «يمكنك سماع صوت الصاروخ في الهواء، ولكن لا تسمع أي صوت للانفجار ولم تظهر أي أضرار واضحة على المباني.» وذكر شُهود عيان لـ"هيومن رايتس ووتش" بأن «الأعراض التي ظهرت على المصابين وطريقة إطلاق الصواريخ تدل على احتمال استخدام غاز عصبي سام.» كما أفاد نُشطاء وسكان محليون تحدثوا لصحيفة الغارديان بأن «بقايا 20 صاروخًا [يُعتقد أنها كانت تحمل غازًا عصبيًا سامًا] وُجدت في المناطق المتضررة، وبقي العديد منها بحالة سليمة تقريبًا، مما يُشير إلى أنها لم تنفجر عند الاصطدام ورُبما أطلقت الغاز قبل وصولها إلى الأرض.»
أفادت منظمة أطباء بلا حدود كذلك برصدها "عدد كبير من الضحايا الذين ظهرت عليهم أعراض منها التشنجات، والإفراز المفرط للعاب، وصغر حدقة العين، وتشوش الرؤية، وضيق التنفس". وبحسب إفادات سكّان الغوطة وأطبائها لـهيومن رايتس ووتش فقد تضمنت الأعراض "الاختناق، والتشنجات العضلية، وخروج الزبد من الفم".
وصفت شهادات أدلى بها شهود لصحيفة الغارديان الأعراض بالمثال التالي: «أشخاص كانوا نائمين في منازلهم ماتوا في أسرّتهم» مع الإشارة إلى الصداع والغثيان، وخروج الزبد من الأفواه والأنوف، واشتمام روائح شبيهة بالخل والبيض الفاسد، إضافةً إلى الاختناق، وازرقاق الأجساد، وروائح تشبه الغاز المنزلي، واحمرار العينين وحكّتها. لخّص الصحفي ريتشارد سبنسر من صحيفة التلغراف إفادات الشهود بقوله: «السم… قد يكون قتل المئات، لكنه خلّف ناجين يعانون من التشنجات والإغماءات ويبدون مشوشين.»
في 22 أغسطس، نشر مركز توثيق الانتهاكات في سوريا عددًا من الشهادات، ووصف ما أورده الأطباء والمسعفون من أعراض بأنها شملت "التقيؤ، والزبد، والاضطراب الشديد، وصغر الحدقتين، واحمرار العينين، وضيق التنفس، والتشنجات العصبية، وفشل الجهازين التنفسي والقلبي، ونزيف الدم من الأنف والفم، وفي بعض الحالات الهلوسة وفقدان الذاكرة".

## إحياء الذكرى

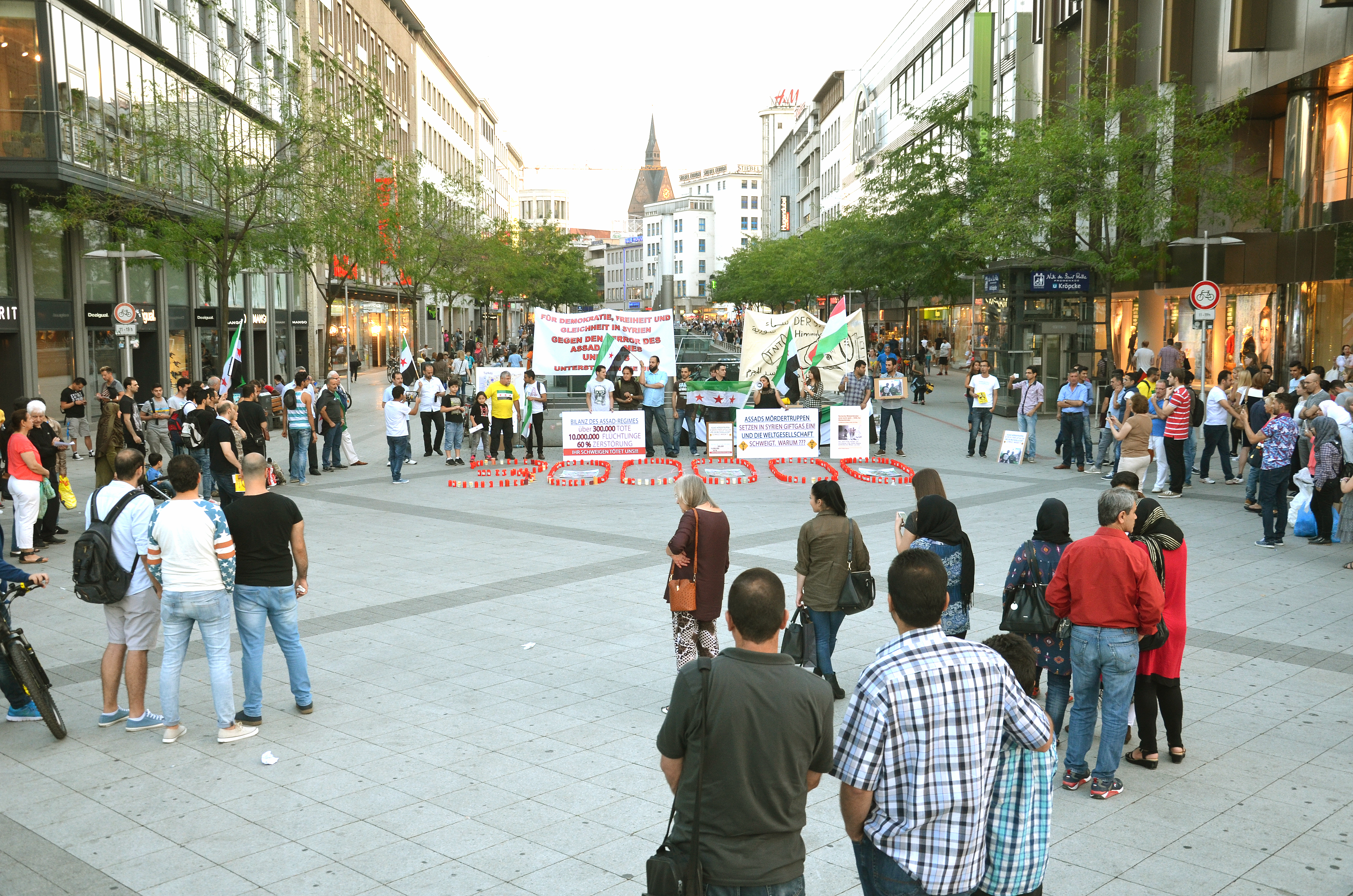
مُظاهرة ضد نظام الأسد في الذكرى السنوية الثانية لمجزرة الغوطة في هانوفر في 21 أغسطس 2015.

يُحيي السوريون في مناطق المعارضة واللاجئون السوريون ومناصرو الثورة ذكرى مأساة الغوطة سنويًا تضامنًا في مختلف أنحاء العالم. كما أشار متحف ذكرى الهولوكوست بالولايات المتحدة في الذكرى التاسعة للهجوم الكيميائي على الغوطة إلى أنّ هذا الحدث يمثل "انحدار جديد" في قائمة الفظائع المروّعة التي ارتكبها بشار الأسد.
في 21 أغسطس 2022، أصدرت حكومة الولايات المتحدة بيانًا صحفيًا جاء فيه:
مُنذ تسع سنوات، وفي وقت مبكر من صباح 21 أغسطس 2013، أطلق نظام الأسد عامل الأعصاب (السارين) على مدنيين سوريين في منطقة الغوطة بدمشق متسببًا في مقتل أكثر من 1400 شخص العديد منهم أطفال. اليوم، نستذكر هذه الحادثة المروّعة ونجدّد التزامنا بمحاسبة الجناة. إن الولايات المتحدة تتذكّر ضحايا هجوم الغوطة والناجين منه إلى جانب ضحايا سائر الهجمات الكيميائية التي نرجّح أنّ نظام الأسد نفّذها. ندين بأشد العبارات استخدام الأسلحة الكيميائية في أي مكان، من قبل أي طرف، وتحت أي ظرف... إن الولايات المتحدة تدعم بقوة الجهود الدولية والجهود التي يقودها السوريون سعياً لتحقيق العدالة في عدد من الفظائع المرتكبة ضد الشعب السوري، وبعضها يصل إلى مستوى جرائم الحرب وجرائم ضد الإنسانية.— وزارة الخارجية الأمريكية بيان صحفي (21 أغسطس 2022)، 